# Kanton Descartes
Der Kanton Descartes ist ein französischer Wahlkreis im Arrondissement Loches, im Département Indre-et-Loire und in der Region Centre-Val de Loire; sein Hauptort ist Descartes, 

## Gemeinden
Der Kanton besteht aus 38 Gemeinden mit insgesamt 24.208 Einwohnern (Stand: 1. Januar 2022) auf einer Gesamtfläche von 996,07 km²:
| Gemeinde                         | Einwohner 1. Januar 2022 | Fläche km² | Dichte Einw./km² | Code INSEE | Postleitzahl |
| -------------------------------- | ------------------------ | ---------- | ---------------- | ---------- | ------------ |
| Abilly                           | 1.125                    | 30,27      | 37               | 37001      | 37160        |
| Barrou                           | 480                      | 30,71      | 16               | 37019      | 37350        |
| Betz-le-Château                  | 508                      | 46,88      | 11               | 37026      | 37600        |
| Bossay-sur-Claise                | 729                      | 65,56      | 11               | 37028      | 37290        |
| Bossée                           | 325                      | 19,01      | 17               | 37029      | 37240        |
| Bournan                          | 282                      | 14,67      | 19               | 37032      | 37240        |
| Boussay                          | 226                      | 27,54      | 8                | 37033      | 37290        |
| Chambon                          | 317                      | 17,88      | 18               | 37048      | 37290        |
| Charnizay                        | 468                      | 51,71      | 9                | 37061      | 37290        |
| Chaumussay                       | 204                      | 19,15      | 11               | 37064      | 37359        |
| Ciran                            | 428                      | 13,86      | 31               | 37078      | 37240        |
| Civray-sur-Esves                 | 213                      | 13,29      | 16               | 37080      | 37160        |
| Cussay                           | 567                      | 25,81      | 22               | 37094      | 37240        |
| Descartes                        | 3.289                    | 38,08      | 86               | 37115      | 37160        |
| Draché                           | 700                      | 18,51      | 38               | 37098      | 37800        |
| Esves-le-Moutier                 | 154                      | 10,53      | 15               | 37103      | 37160        |
| Ferrière-Larçon                  | 239                      | 20,87      | 11               | 37107      | 37350        |
| La Celle-Guenand                 | 381                      | 36,70      | 10               | 37044      | 37350        |
| La Celle-Saint-Avant             | 1.059                    | 17,80      | 59               | 37045      | 37160        |
| La Chapelle-Blanche-Saint-Martin | 691                      | 28,50      | 24               | 37057      | 37240        |
| La Guerche                       | 175                      | 5,27       | 33               | 37114      | 37350        |
| Le Grand-Pressigny               | 879                      | 39,55      | 22               | 37113      | 37350        |
| Le Louroux                       | 531                      | 28,87      | 18               | 37136      | 37240        |
| Le Petit-Pressigny               | 307                      | 32,05      | 10               | 37184      | 37350        |
| Ligueil                          | 2.113                    | 29,72      | 71               | 37130      | 37160        |
| Louans                           | 713                      | 18,02      | 40               | 37134      | 37320        |
| Manthelan                        | 1.377                    | 39,58      | 35               | 37143      | 37240        |
| Marcé-sur-Esves                  | 251                      | 10,99      | 23               | 37145      | 37160        |
| Mouzay                           | 462                      | 23,71      | 19               | 37162      | 37600        |
| Neuilly-le-Brignon               | 287                      | 22,00      | 13               | 37168      | 37160        |
| Paulmy                           | 238                      | 25,97      | 9                | 37181      | 37350        |
| Preuilly-sur-Claise              | 1.027                    | 12,00      | 86               | 37189      | 37290        |
| Saint-Flovier                    | 577                      | 29,22      | 20               | 37218      | 37600        |
| Sepmes                           | 605                      | 28,59      | 21               | 37247      | 37800        |
| Tournon-Saint-Pierre             | 437                      | 14,76      | 30               | 37259      | 37290        |
| Varennes                         | 254                      | 11,07      | 23               | 37265      | 37600        |
| Vou                              | 245                      | 21,95      | 11               | 37280      | 37240        |
| Yzeures-sur-Creuse               | 1.345                    | 55,42      | 24               | 37282      | 37290        |
| Kanton Descartes                 | 24.208                   | 996,07     | 24               | 3706       | –            |

Bis zur landesweiten Neuordnung der französischen Kantone im März 2015 gehörten zum Kanton Descartes die neun Gemeinden Abilly, Civray-sur-Esves, Cussay, Descartes, Draché, La Celle-Saint-Avant, Marcé-sur-Esves, Neuilly-le-Brignon und Sepmes. Sein Zuschnitt entsprach einer Fläche von 205,33 km2. Er besaß vor 2015 den INSEE-Code 3709.

## Bevölkerungsentwicklung
| 1962 | 1968 | 1975 | 1982 | 1990 | 1999 | 2006 | 2007 | 2009 | 2010 | 2011 | 2012   | 2013   | 2014   |
| ---- | ---- | ---- | ---- | ---- | ---- | ---- | ---- | ---- | ---- | ---- | ------ | ------ | ------ |
| 8663 | 9423 | 9178 | 8898 | 8839 | 8784 | 8612 | 8622 | 8658 | 8697 | 8701 | 25.380 | 25.916 | 25.559 |